# 金桥功能区域
金桥功能区域，是上海市浦东新区已撤销的一个政府组成部门，成立于2004年，撤销于2010年。其管辖范围包括金桥出口加工区（含南区）、金桥镇、曹路镇、金杨新村街道、浦兴路街道和沪东新村街道，区域面积94.52平方公里，常住人口50万（2007年）。功能区管委会与金桥开发区管委会合署办公。
2010年，浦东新区撤销了包括金桥功能区域在内的六大功能区，目的是为了取消位于区政府和街道（镇）两级政府之间一级政府组成部门，提高政府办事效率。